# Baragaon (Jhansi)
Baragaon es un pueblo y nagar Panchayat situado en el distrito de Jhansi en el estado de Uttar Pradesh (India). Su población es de 8585 habitantes (2011). 

## Demografía
Según el censo de 2011 la población de Baragaon era de 8585 habitantes, de los cuales 4561 eran hombres y 4024 eran mujeres. Baragaon tiene una tasa media de alfabetización del 76,95%, superior a la media estatal del 67,68%: la alfabetización masculina es del 87,99%, y la alfabetización femenina del 64,50%.